# Belveder
Belveder (Belvedere) je kvart u Rijeci na brežuljku iznad povijesne jezgre grada (sjeverno od Pomerija i Brajde (u izvornom, užem smislu), a istoimeni MO obuhvaća samo zapadni dio kvarta. dok južni dio spada pod MO Brajda-Dolac, a istočni pod Kozalu..

## Zemljopis
Kvart obuhvaća Cirkulo (zapadno), gdje graniči sa Škurinjskom Dragom (Valscurigne), Kazarmatu (sjeverozapadno) gdje granići s Rastočinama, Prvomajsku (jugozapadno), gdje granići s Potokom zatim Kampeto (južno) gdje graniči s Belim kamikom i Zagradom. 
Službeno područje mjesnog odbora Belveder graniči s MO Brajda-Dolac, Kozala i Škurinjska Draga.

## Obrazovanje
- Osnovna škola - Scuola elementare "Belvedere". Zgrada "stare" osnovne škole "Belvedere" sagrađena je u prvom desetljeću 1900. godine i tada nije bila predviđena kao zgrada za školsku ustanovu već je kao dvokatnica bila predviđena za stambenu zgradu Belvederu. Nešto prije Drugog svjetskog rata nadograđen je još jedan kat i za vrijeme Drugog svjetskog rata u njoj djeluje po prvi put Učiteljska škola - Istituto Magistrale "Egisto Rossi".[2] Osnovna ŝkola Belvedere na talijanskom jeziku preebačena je u OŠ-SE "Kozala-Cosala"

- Osnovna škola Josip Brusić na Belvederu (Kampetu) preimenovana je u OŠ Brajda jer administrativno pripada pod MO Brajda.
- Bivša OŠ Slaviša Vajnera prenamijenjena je u osnovnu školu za djecu s posebnim potrebama
- Srednja Ekonomska škola Mije Mirkovića (administrativno pod MO Brajda-Dolac)

- Nautička akademija na Belvederu - priča je o Rijeci. Izgrađena početkom XX. st. kao mađarska mornarička akademija (pandan starijoj austrijskoj Akademiji, danas Riječka bolnica braće Sobol), poslije rata tu djeluje FIP Fakultet industrijske pedagogije pa Filozofski fakulteta da bi nova vlast zgradu dala Crkvi ('nadoknada' za zeljište u Zagradu) koja tu drži katoličku osnovnu školu!
- Ekonomski fakulet (administrativno pod MO Brajda-Dolac)

## Kultura
Jedan je od kvartova (poput Kozale) u kojima se nekako ušćuvao fijumanski duh (tal. stanovništvo)

## MO
Mjesni je odbor osnovan na 'zborovima građana Mjesne zajednice', te, u skladu s novim zakonima RH, usvojen 28. veljače 2002. godine Statutarnom odlukom o osnivanju mjesnih odbora na području Grada Rijeke u granicama bivše Mjesne zajednice Belveder. Organ Mjesnog odbora je Vijeće, koje ima predsjednika i 5 članova.